# تشارلز مورتون (صحفي)
تشارلز مورتون (بالإنجليزية: Charles Morton)‏ هو صحفي أمريكي، ولد في 10 فبراير 1899، وتوفي في 1967.